# Las Acacias (Montevideo)
Las Acacias és un barri (barrio) del nord-est de la ciutat de Montevideo, Uruguai. Es troba a 2 km del centre.